# ハンティング・パーティ
『ハンティング・パーティ』（原題：The Hunting Party）は、2007年のアメリカ映画。ボスニア・ヘルツェゴビナ紛争の戦争犯罪人を追うアメリカ人ジャーナリストをコミカルに描いたサスペンス・アクション。
ソフト化した際に『ハンティング・パーティ　-CIAの陰謀-』というサブタイトルが追加された。

## ストーリー
テレビの戦場レポーターとして受賞歴もあるサイモン・ハント（リチャード・ギア）は、ボスニア・ヘルツェゴビナ紛争の現場からの生中継中に暴言を吐き、解雇されてしまう。サイモンと組んでいたカメラマンのダック（テレンス・ハワード）は、ニューヨークに呼び戻され、第一線を離れてしまう。
ボスニア・ヘルツェゴビナ紛争終結から五年後、記念式典の模様を伝えるためアンカーマンのフランクリン・ハリス（ジェームズ・ブローリン）は、ダックと新米局員のベンジャミン（ジェシー・アイゼンバーグ）を伴ってボスニア・ヘルツェゴビナの首都サラエヴォへと降り立った。
落ちぶれて消息不明だったサイモンがダックの前に現れ、戦争犯罪人として指名手配中のフォックス（リュボミール・ケレケシュ）のインタビューを取るからカメラマンになるよう持ちかける。

## キャスト
役名 - 俳優（ソフト版吹き替え）
- サイモン・ハント（戦場レポーター） - リチャード・ギア（吹替：小川真司）
- ダック（テレビカメラマン） - テレンス・ハワード（吹替：古澤徹）
- ベンジャミン・ストラウス（テレビ局社員） - ジェシー・アイゼンバーグ（吹替：坪井智浩）
- マルヤナ（セルビア人女性） - ダイアン・クルーガー（吹替：湯屋敦子）
- フランクリン・ハリス（アンカーマン） - ジェームズ・ブローリン（吹替：秋元羊介）
- ラドスラフ・ボグダノビッチ（通称フォックス） - リュボミール・ケレケシュ
- ボリス（国連軍司令官） - マーク・イヴァニール
- ダックの恋人 - ジョイ・ブライアント
- マルダ（サイモンの恋人） - クリスティナ・クレペラ
- サージャン（フォックスの警備兵） - ゴラン・コスティッチ
- チェット（CIA職員） - ディラン・ベイカー

## スタッフ
- 監督・脚本 - リチャード・シェパード
- 製作総指揮 - マーティン・シュアーマン、ボー・ハイド、ポール・ハンソン、エリオット・ファーワーダ、ビル・ブロック、アダム・メリムズ
- 製作 - スコット・クルーフ、マーク・ジョンソン、ポール・ハンソン
- 撮影監督 - デヴィッド・タッターサル
- 衣装デザイン - ベアトリス・パッツアー
- 音楽 - ロルフ・ケント
- 原案 - スコット・アンダーソン

## その他
この映画は、2000年10月に出版された雑誌「エスクァイア」にスコット・アンダーソンが書いた実録記事 What I Did on My Summer Vacation （僕が夏休みにしたこと）を原案としている。ただし、ジャーナリスト三人の設定は完全にフィクション。また、後半のサラエヴォ国際空港以後のシーンも完全にフィクションである。
実際には、サラエヴォで再会したスコット・アンダーソンとセバスチャン・ユンガー (Sebastian Junger) とジョン・フォークの三人のジャーナリストが、旧ユーゴスラビア国際戦犯法廷から指名手配中の戦争犯罪人ラドヴァン・カラジッチを捕まえようとした。
映画の中では、ボスニア・ヘルツェゴビナ紛争のうちセルビア人が行った虐殺・非人道的行為のみが描かれている。セルビア人が被害者となった虐殺・非人道的行為は台詞のなかで少し触れられるだけである。
映画のストーリとエンディングでは、カラジッチが逮捕されないことに関して、米国などがカラジッチを逮捕しない密約を結んでいることを示唆していた。カラジッチは後の2008年7月に逮捕されたが、その際カラジッチは、「自身の安全を保障した密約を米国側が破った、CIAによって守られていた」等の発言をしている。ICTYや米国側は、こうしたカラジッチの主張を否定している。

## 舞台
- サラエヴォ
- フォチャ（Foča、フォチャ地方の首都）
- チェレビチ（Čelebići、フォチャ市内の村落）
- ヴィシェグラード（Višegrad）